# 酒井忠仰
酒井 忠仰（さかい ただもち）は、江戸時代中期の播磨国姫路藩の世嗣。官位は従四位下・備前守。

## 略歴
上野国前橋藩主・酒井忠恭（のち姫路初代藩主）の長男（庶子）として誕生。母は側室・石原氏。
庶子だったため、ただちに嫡子となることはできなかった。寛延元年（1748年）に小姓となって3000俵の新封を受け、翌寛延2年（1749年）に叙任する。その後、嫡子だった次弟・忠得、三弟・忠宜が相次いで早世したため、宝暦11年（1761年）に嫡子となる。しかし、忠仰も家督相続を果たせず、明和4年（1767年）に早世した。代わって忠仰の長男・忠以が忠恭の嫡子となった。

## 系譜
- 父：酒井忠恭（1710-1772）
- 母：石原氏 - 側室
- 正室：里姫 - 玄桃院 - 松平乗祐の長女
  - 長男：酒井忠以（1756-1790） - 酒井忠恭の養子
  - 次男：酒井忠因（1761-1829） - 酒井抱一
- 生母不明の子女
  - 女子：戸沢正良正室